# Лакост (Тексас)
Лакост (енгл. LaCoste) град је у америчкој савезној држави Тексас. По попису становништва из 2010. у њему је живело 1.119 становника.

## Демографија
Према попису становништва из 2010. у граду је живело 1.119 становника, што је 136 (10,8%) становника мање него 2000. године.
| Група             | 2000.       | 2010.       |
| Белци             | 545 (43,4%) | 426 (38,1%) |
| Афроамериканци    | 18 (1,4%)   | 2 (0,2%)    |
| Азијати           | 5 (0,4%)    | 1 (0,1%)    |
| Хиспаноамериканци | 648 (51,6%) | 676 (60,4%) |
| Укупно            | 1.255       | 1.119       |